# Megan Lee (Schauspielerin)

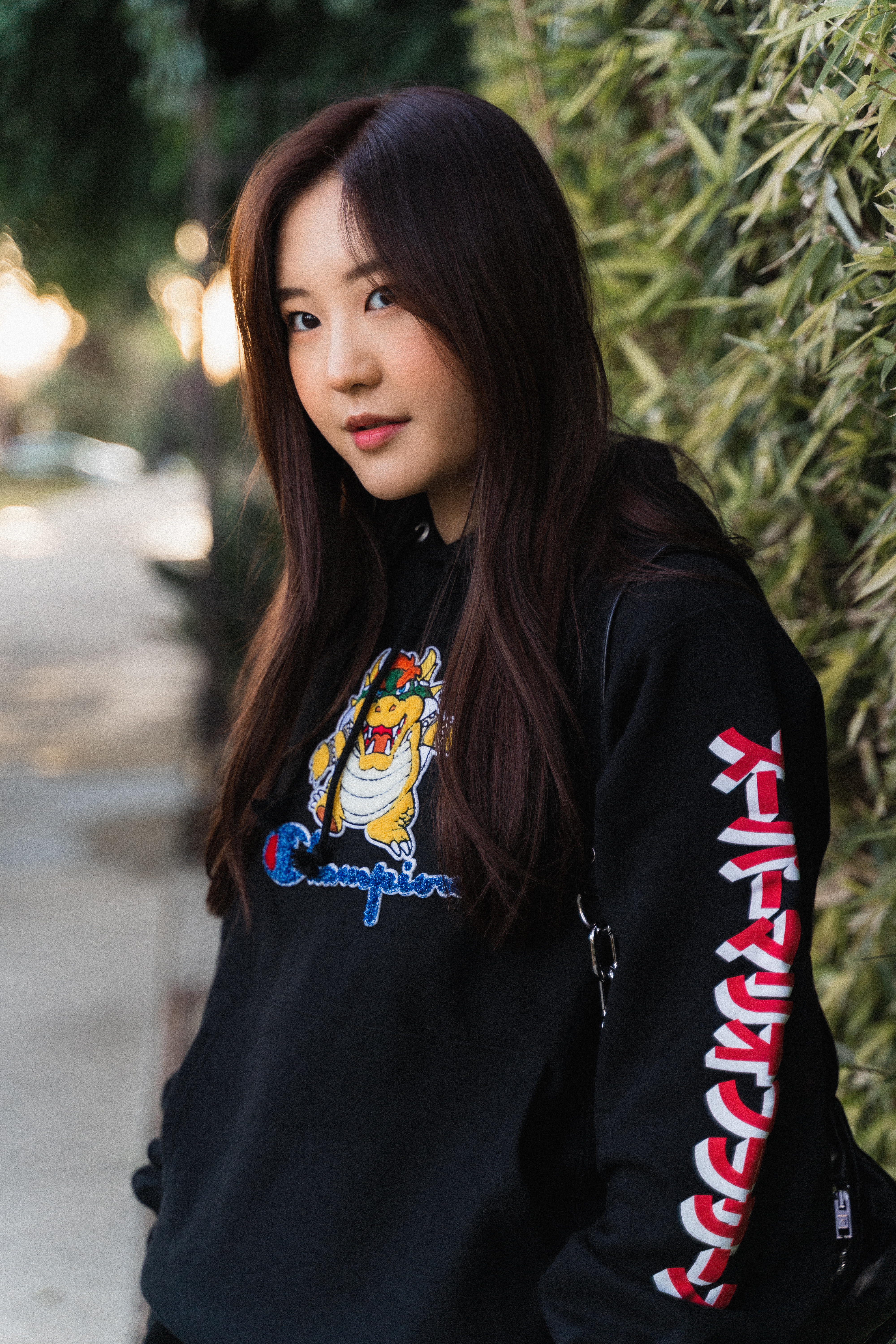
Megan Lee

Megan Lee (koreanisch 메건 리; * 18. September 1995 in Los Angeles, Kalifornien, Vereinigte Staaten) ist eine koreanisch-amerikanische Schauspielerin, Regisseurin und ehemalige Singer-Songwriterin, die vor allem für ihre Rolle als „Sun Hi Song“ bei Make It Pop und ihr Gesangstalent auf YouTube bekannt ist.

## Leben und Karriere
Megan Lee begann ihre schauspielerische Karriere als Kinderdarstellerin und trat unter anderem in iCarly und als Julie in 4 Episoden der Disney-Show Get Connected auf. Sie spielte Ji Sun in der neunten Episode der 1. Staffel, Angepisst (Pissing in the Sandbox), der US-Fernsehserie L.A. Crash (Crash).
Mit fünfzehn zog Megan Lee nach Südkorea und arbeitete dort im koreanischen Fernsehen. Nach ihrer Rückkehr nach Los Angeles wurde sie für die Hauptrolle der Sun Hi Song in der kanadischen K-Pop-inspirierten Serie Make It Pop (2015–2016) gecastet.

## Musikkarriere
Als eigenständige Künstlerin veröffentlichte sie drei Singles: In the Future, Laugh Love & Live (2011) und Destiny (2011). Während ihrer Zeit als Teilnehmerin bei MBC Star Audition - The Great Birth (위대한 탄생) brachte sie außerdem den Song 8dayz heraus, gefolgt von Oppa zusammen mit Kim Tae-woo und The Story of Our Lives mit g.o.d. (2014).
Im Mai 2019 brachte sie dann die EP I am heraus, wobei vorab Me, Myself and I als Lead-Single veröffentlicht wurde.

## Filmografie (Auswahl)
Filme
- 2008: Tranquility
- 2008: A Quiet Little Marriage
- 2011: L.A. Coffin School
- 2014: Anita Ho
- 2017: Just Another Nice Guy
- 2022: Teardrop

Serien
- 2008: Disney Get Connected
- 2015–2016: Make It Pop